# Whatis
whatis é um comando dos sistemas operacionais unix-like que faz consultas manuais on-lines do sistema a partir de um banco de dados. Esse banco de dados deve ser usado periodicamente com o comando makewhatis(executado somente como superusuário Root). Ela não tem uma página de manual, para consultar ajuda, deve ser usado o comando makewhatis -?.